# William Wehner
William Gottfried Wehner (* 27. April 1847 in Lingen (Ems), Königreich Hannover; † 19. Februar 1928 in Palo Alto, Kalifornien) war ein deutschamerikanischer Geschäftsmann und Unternehmer, der sich ab 1883 in Milwaukee, Wisconsin, auf die Herstellung und Präsentation von Panoramen und Cykloramen spezialisierte. In Kalifornien, wohin er 1887 zog, betrieb er bis 1915 Weinbau.

## Leben
Wehner, Sohn von Johann Christian Wehner (1812–1881) und dessen Ehefrau Johanna Marie, geborene Ungerstein (1810–1888), kam in den 1860er Jahren in die Vereinigten Staaten. Am 13. August 1872 heiratete er in Milwaukee Mary Elizabeth, geborene Stuetze (1854–1939), die die Tochter Ida (1875–1975) gebar. 1883 verkaufte er ein Glas- und Keramikgeschäft, das er in Chicago gegründet hatte, und nahm die US-amerikanische Staatsbürgerschaft an. Sodann gründete er die American Panorama Company (auch National Panorama Association genannt). Zweck seines Unternehmens war die Präsentation von großen Historien- und Ereignisbildern, die durch Monumentalität und die Ausführung als Panorama geeignet waren, zahlende Betrachter in das abgebildete Geschehen hineinzuversetzen. Zur Vorbereitung unternahm er mit seiner Familie 1883 eine Europareise, in deren Verlauf er Kontakte zu Künstlern knüpfte, die solche Bilder anfertigen konnten. 1884 erwarb er von dem Maler Louis Braun dessen 1879/1880 gemaltes Panorama Die Schlacht von Sedan. Es wurde von Frankfurt am Main nach New Orleans gebracht, um es in der Ausstellung World Cotton Centennial vorzuführen, und ging von dort weiter auf Reise. Es gelangte so nach Cincinnati, Toronto und Osaka.

Battle of Atlanta, heutige Präsentation von William Wehners Panorama mit plastischer Figurenstaffage im Vordergrund

Zur Anfertigung eigener Gemälde engagierte er durch Vermittlung von August Lohr, den er ab 1884 zur Beaufsichtigung des ersten Panoramas in New Orleans beschäftigt hatte, ab 1885 zahlreiche, akademisch gebildete Maler aus Deutschland, unter ihnen Friedrich Wilhelm Heine, Hermann Michalowski, Franz Rohrbeck, Bernhard Schneider, Otto von Ernst, Richard Lorenz, Albert Richter, Wilhelm Schröter, Gustav Wendling, Paul Wilhelmi, Theodor Breitwieser, Otto Dinger, Franz Biberstein und Peter Woltze. Ferner engagierte Wehner den Zeichner, Xylografen und Harper’s Weekly-Kriegsberichterstatter Theodore R. Davis (1840–1894), um die deutschen Maler mit den Originalschauplätzen und Abläufen der abzubildenden historischen Ereignisse vertraut zu machen. Als erstes eigenes Motiv wurde das Panorama Storming of the Missionary Ridge, eine Szene aus dem Sezessionskrieg, hergestellt. Die zweite Arbeit, die in den Jahren 1885/1886 in dem Monumentalformat von 42 × 358 Fuß (12,8 × 109,1 m) als größtes Ölgemälde der Welt entstand, war das Panorama Battle of Atlanta, ebenfalls ein Historiengemälde über eine Schlacht aus dem Sezessionskrieg. Schließlich wurden noch die Panoramen Jerusalem on the Day of the Crucifixion und Christ’s Triumphal Entry Into Jerusalem gemalt. Zwischen 1885 und 1888 wurden die Werke in einer eigens hierfür konstruierten Rotunde im Zentrum von Milwaukee her- und ausgestellt.
Wehners Unternehmen, das erste große, das sich in den Vereinigten Staaten der Herstellung von Panoramen verschrieben hatte, wurde ab 1887/1888 als Lohr and Heine Panorama Company, danach bis etwa 1892 als Milwaukee Panorama Company fortgeführt. Dessen 1885 in fünf Abschnitten angefertigtes Bild The Battle of Atlanta wurde 1886/1887 in Detroit, Minneapolis und Indianapolis ausgestellt. Irgendwann zwischen 1887 und 1890 wurde es für 2.500 $ an den Unternehmer Paul M. Atkinson nach Atlanta verkauft, wo es bald weiterveräußert und später im Atlanta Cyclorama & Civil War Museum präsentiert wurde. In den 1930er Jahren diente es als Inspirationsquelle für die Inszenierung des Films Vom Winde verweht.
1887 zog Wehner nach Evergreen bei San José, Kalifornien, wo er den 718 Acre großen Landbesitz Lomas Azules erwarb, auf dem er als einer der größten Winzer des Landes Weinbau betrieb und sich zwischen 1888 und 1891 von dem Chicagoer Architekten Daniel Burnham eine stattliche Villa planen und erbauen ließ, die bis heute auch unter den Namen Wehner Mansion bekannt ist. Nach dem Spanisch-Amerikanischen Krieg versuchte er, das Interesse für Panoramen in San Francisco wiederzubeleben. Zusammen mit Heine und weiteren früheren Mitstreitern aus Milwaukee konzipierte er ab 1898 in sechsmonatiger Arbeit das Schlachtenpanorama The Battle of Manila, das bei seiner Präsentation im Jahr 1900 jedoch nur mäßige Beachtung fand. Erfolgreicher war er im Weinbau: 1908 galt sein Weingut als das bedeutendste im Weinbaugebiet Santa Clara Valley. 1915 veräußerte er seinen Betrieb.